# غوريفسك (مقاطعة كيميروفو)
غوريفسك (بالروسية: Гурьевск)  غوريفسك هي مدينة تقع في مقاطعة كيميروفو في روسيا. يبلغ عدد سكانها حوالي 24,000 نسمة.

## الموقع
تقع غوريفسك في الجزء الجنوبي من مقاطعة كيميروفو، على بعد حوالي 200 كم من مدينة كيميروفو.

## التاريخ
تأسست غوريفسك في القرن 19 كمركز للتعدين. خلال الحرب العالمية الثانية، دمرت المدينة بشكل كبير، ولكنها أعيد بناؤها بعد الحرب.

## الاقتصاد
الاقتصاد في غوريفسك يعتمد بشكل كبير على التعدين، حيث تُستخرج الموارد الطبيعية مثل الفحم والفضة. كما توجد في المدينة بعض الصناعات الخفيفة، مثل إنتاج الأغذية والمواد البلاستيكية.

## الثقافة
تتميز غوريفسك بثقافة غنية، حيث توجد في المدينة بعض المعالم الثقافية، مثل متحف التاريخ المحلي ومسرح المدينة. كما تُقام في المدينة بعض الفعاليات الثقافية، مثل مهرجان الموسيقى والمسرح.

## التعليم
توجد في غوريفسك بعض المؤسسات التعليمية، مثل مدرسة ثانوية ومدرسة مهنية. كما توجد في المدينة فرع لجامعة كيميروفو الحكومية.

## البنية التحتية
تتميز غوريفسك ببنية تحتية جيدة، حيث توجد في المدينة بعض الطرق والجسور والأنظمة النقلية. كما توجد في المدينة بعض المرافق العامة، مثل المستشفى والمكتبة.

## تاريخها
أنشأت عام 1815 وتم منحها لقب مدينه عام 1938